# 罗恩·卡特
小罗纳德·卡特（英語：Ronald Carter Jr.，1956年8月31日—），美国NBA联盟前职业篮球运动员。他在1978年的NBA选秀中第2轮第4顺位被洛杉矶湖人选中。